# José James
José James (20 januari 1978) is een Amerikaanse zanger. Hij wordt vaak beschouwd als een jazz-zanger, maar in feite vermengt hij op een geheel eigen manier moderne jazz met soul, R&B, drum'n'bass en spoken word. Vanwege zijn warme, soepele stemgeluid wordt hij dikwijls gevraagd als gastartiest (bijvoorbeeld door de Italiaanse gitarist en orkestleider Nicola Conte). James treedt over de hele wereld op, zowel met zijn eigen band als met andere artiesten.

## Biografie
James is de zoon van een Panamese saxofonist en multi-instrumentalist. Hij zat op The New School for Jazz and Contemporary Music. In 2008 debuteerde hij met zijn eerste album, The Dreamer, op het Brownswood label. BLACKMAGIC volgde in 2010. Het eveneens in 2010 uitgekomen For All We Know kwam uit op de Impulse! label. For All We Know won een Edison Award en L'Academie du Jazz Grand Prix voor de beste Vocal Jazz Album van 2010. Zijn single Desire & Love werd in 2014 bewerkt door Moodymann tot de track Desire, die op diens album staat.

## Discografie
| Datum van uitgave: | Album                                                  | Label                 |
| ------------------ | ------------------------------------------------------ | --------------------- |
| 28 januari 2008    | The Dreamer                                            | Brownswood Recordings |
| 1 februari 2010    | BLACKMAGIC                                             | Brownswood Recordings |
| 11 mei 2010        | For All We Know                                        | Impulse!              |
| 22 januari 2013    | No Beginning No End                                    | Blue Note             |
| 2 juni 2014        | While You Were Sleeping                                | Blue Note             |
| 2015               | Yesterday I Had the Blues: The Music of Billie Holiday | Blue Note             |
| 2017               | Love in a time of madness                              | Blue Note             |
| 2018               | Lean on Me                                             | Blue Note             |
| 2020               | No Beginning No End 2                                  | Rainbow Blonde        |
| 2023               | On & On                                                | Rainbow Blonde        |
| 2024               | 1978                                                   | Rainbow Blonde        |
| 2025               | 1978: Revenge of the Dragon                            | Rainbow Blonde        |

| Datum van uitgave | Album             | Label          |
| ----------------- | ----------------- | -------------- |
| 2008              | Live At Cafe Loup | Verve/Impulse! |

| Datum van uitgave | Album                | Label        |
| ----------------- | -------------------- | ------------ |
| 14 april 2009     | Twelve Tones of Love | Joyous Shout |

## Hitnotaties

### Albums
| Album met eventuele hitnotering(en) in de Nederlandse Album Top 100 | Datum van verschijnen | Datum van binnenkomst | Hoogste positie | Aantal weken | Opmerkingen |
| ------------------------------------------------------------------- | --------------------- | --------------------- | --------------- | ------------ | ----------- |
| The dreamer                                                         | 2008                  | 02-02-2008            | 57              | 5            |             |
| Blackmagic                                                          | 2010                  | 06-02-2010            | 73              | 2            |             |
| No beginning no end                                                 | 2013                  | 26-01-2013            | 17              | 1*           |             |

| Album met hitnotering(en) in de Vlaamse Ultratop 200 albums | Datum van verschijnen | Datum van binnenkomst | Hoogste positie | Aantal weken | Opmerkingen |
| ----------------------------------------------------------- | --------------------- | --------------------- | --------------- | ------------ | ----------- |
| The dreamer                                                 | 2008                  | 16-02-2008            | 54              | 6            |             |
| Blackmagic                                                  | 2010                  | 13-02-2010            | 19              | 5            |             |
| For all we know                                             | 2010                  | 22-05-2010            | 15              | 22           |             |
| No beginning no end                                         | 2013                  | 26-01-2013            | 36              | 1*           |             |

### Singles
| Single met hitnotering(en) in de Vlaamse Ultratop 50 | Datum van verschijnen | Datum van binnenkomst | Hoogste positie | Aantal weken | Opmerkingen |
| ---------------------------------------------------- | --------------------- | --------------------- | --------------- | ------------ | ----------- |
| Trouble                                              | 2013                  | 26-01-2013            | tip100*         |              |             |

- Bibsys: 8044440
- Bibliothèque nationale de France: cb16235157d (data)
- Gemeinsame Normdatei: 135516765
- International Standard Name Identifier: 0000 0000 9647 2782
- Library of Congress Control Number: no2010133051
- MusicBrainz: 481c8894-c898-4332-8882-db5a90c318e1
- Nationale Bibliotheek van Tsjechië: xx0183955
- Nationale Bibliotheek van Israël: 987007396280405171
- Système universitaire de documentation: 260093599
- Virtual International Authority File: 142453624